# Нижньосироватська волость
Нижньосироватська волость — адміністративно-територіальна одиниця Сумського повіту Харківської губернії.

Найбільші поселення волості станом на 1914 рік:
- село Нижня Сироватка — 16857 мешканців.
- село Низи — 3372 мешканці.

Старшиною волості був Обозний Єфім Миколайович, волосним писарем — Бусменко Павло Кирилович, головою волосного суду — Закорко Пилип Сифонович.